# Balásfalvi Kiss Miklós
Balásfalvi Kiss Miklós (Kecskemét, 1820. december 10. – Kecskemét, 1879. december 15.) országgyűlési képviselő, honvéd százados, Jász-Kun főkapitány, Jász-Nagykun-Szolnok vármegye főispánja.

## Élete
Középiskoláit és a jogot szülővárosában az református főiskolában 1839-ben végezte és 1841-ben az ügyvédi oklevelet is megszerezte. Iskolái elvégzése után megyei szolgálatba lépett és pár évig itt működött különféle állásokban. 1848. július 17-én a kecskeméti vásártérre gyülekező 55 lovas között jelentkezett nemzetőri szolgálatra, ahol a lovas nemzetőrök hadnagyaként vonult táborba. Az Óbecse körüli harcokban még mint nemzetőr vett részt, majd tényleges katonai szolgálatot vállalt a reguláris honvédalakulatokban. 1848. október 15-étől már honvéd hadnagy és Fackh József ezredes dandárparancsnok segédtisztje. Gyorsan haladt előre a katonai ranglétrán. 1848. november 29-étől főhadnagy, 2 hónap múlva 1849. januárban százados, június 9-étől pedig főszázados a 16. Károlyi-huszárezredben.
A szabadságharc leverése után visszavonultan élt családja körében és birtokán gazdálkodott. Kiváló sportember volt. Különösen kitűnt a lovaglásban és vadászatban. A társas érintkezésben jó kedélyével köztisztelet és közbecsülés tárgya lett.
1854-ben megnősült, elvevén Sárközy Emiliát. 1861-ben Kecskemét városa megválasztotta országgyűlési képviselőnek. 1865-ben, 1869. és 1872-ben is őt választja meg a város első kerülete, melyet, mint a balközéppárt híve, képviselt 1873-ig az országgyűlésen; ekkor I. Ferenc József kinevezte a Jász-Kun kerület főkapitányává, mely tisztséget utolsóként töltötte be. 1875-ben Dáni Ferenc elhalálozásával Kecskemét város főispánjává nevezték ki, majd 1877-ben az újjászervezett Jász-Nagy-Kun-Szolnok vármegye főispánjává is. Mint főispán tagja lévén a főrendiháznak, ott a jegyzői tisztséget töltötte be. Mint hitbuzgó s előkelő református vallású, az alsó-baranya-bácsi egyházmegye segédgondnokává is megválasztják. Mindeközben 1867-68-ban a pesti honvédegyletnek is tagja.

## Családja
Felesége nádasdi Sárközy Emília (1826-1888), akitől egy fia született: balásfalvi Kiss Aladár (1859-1921) ezredes.
A kecskeméti református temetőben van nyughelye.
| Elődje: – | Jász-Nagykun-Szolnok vármegye főispánja 1876. augusztus 17. – 1879. december 15. | Utódja: gr. Batthyány József |